# Sołotwina (gmina)
Sołotwina – dawna gmina wiejska w powiecie nadwórniańskim województwa stanisławowskiego II Rzeczypospolitej. Siedzibą gminy była Sołotwina.
Gminę utworzono 1 sierpnia 1934 r. w ramach reformy na podstawie ustawy scaleniowej z dotychczasowych gmin wiejskich: Babcze, Dźwiniacz, Manasterczany, Maniawa, Markowa, Rakowiec, Sołotwina i Zarzecze nad Bystrzycą.
Po II wojnie światowej obszar gminy znalazł się w ZSRR.